# Golbazar
Golbazar (Nepali गोलबजार) ist eine Stadt (Munizipalität) im östlichen Terai Nepals im Distrikt Siraha.
Die West-Ost-Hauptstraßenverbindung Nepals, der Mahendra Rajmarg, verläuft durch Golbazar.
Die Stadt entstand Ende 2014 durch Zusammenlegung der Village Development Committees Asanpur, Ashokpur Balkawa, Betauna, Chandralalpur, Chandrodayapur, Jamadaha, Lalpur und Muksar.
Das Stadtgebiet umfasst 104,5 km².

## Einwohner
Bei der Volkszählung 2011 hatten die VDCs, aus welchen die Stadt Golbazar entstand, 47.763 Einwohner (davon 23.353 männlich) in 9231 Haushalten.